# 마틴 피쉬베인
마틴 피쉬베인(Martin Fishbein, 1936년 3월 2일 뉴욕 브루클린 – 2009년 11월 27일 런던)은 사회심리학 및 행동 예측 이론에서 매우 중요한 학자로, 인간 행동을 예측하고 이해하는 데 큰 기여를 한 학자이다. 그의 연구는 주로 태도, 신념, 의도, 행동 간의 관계에 초점을 맞추며, 특히 합리적 행동 이론(Theory of Reasoned Action, TRA)과 계획된 행동 이론(Theory of Planned Behavior, TPB)의 공동 창시자로 잘 알려져 있다. 이 두 이론은 행동과 관련된 의사결정 과정을 설명하는 데 널리 활용되고 있다.

## 합리적 행동 이론
합리적 행동 이론(Theory of Reasoned Action, TRA)은 마틴 피쉬베인과 이젝 아젠(Icek Ajzen)이 1975년에 처음으로 개발한 이론으로, 태도와 행동 사이의 관계를 설명하기 위해 만들어졌다. 이 이론의 기본 가정은 인간 행동이 합리적이며, 사람들이 자신이 하는 행동의 결과를 충분히 인식하고 그것을 바탕으로 의도된 행동을 한다는 것이다.

### 핵심 요소
TRA는 두 가지 주요 요소가 행동 의도를 결정한다고 설명한다:
태도(Attitude toward the behavior)
태도는 특정 행동에 대한 개인의 긍정적 또는 부정적 감정을 말한다. 여기서 태도는 그 행동이 가져올 결과에 대한 신념(belief about outcomes)과 그 결과의 평가(evaluation of those outcomes)에 의해 결정된다. 예를 들어, 어떤 행동이 긍정적인 결과를 가져올 것이라는 믿음이 강하면, 해당 행동에 대한 긍정적인 태도를 가질 가능성이 높다.
주관적 규범(Subjective Norms)
주관적 규범은 개인이 다른 사람들이 자신이 그 행동을 해야 한다고 믿는 정도를 말한다. 이는 규범적 신념(normative beliefs)과 동조 의지(motivation to comply)에 의해 결정된다. 개인은 주변 사람들, 예를 들어 가족, 친구 또는 사회적 집단이 자신이 어떤 행동을 해야 한다고 기대하는지를 고려하고, 그 기대에 맞춰 행동할지 여부를 결정한다.

### 행동 의도(Behavioral Intention)
이 두 요소인 태도와 주관적 규범은 행동 의도에 직접적인 영향을 미친다. 행동 의도는 개인이 특정 행동을 하려는 의지를 나타내며, 이는 행동의 가장 강력한 예측 요소로 간주된다. 일반적으로 행동 의도가 강할수록 실제 행동으로 이어질 가능성이 높다.

## 계획된 행동 이론
피쉬베인과 아젠은 TRA를 기반으로 확장한 계획된 행동 이론(Theory of Planned Behavior, TPB)을 1985년에 제안했다. TRA는 개인의 행동이 주로 의도에 의해 결정된다고 설명했지만, 행동이 의도만으로 결정되지 않는 상황이 존재한다는 문제를 해결하기 위해 행동 통제에 대한 인식(perceived behavioral control)을 추가했다.
추가 요소행동 통제에 대한 인식(Perceived Behavioral Control)
행동 통제에 대한 인식은 개인이 특정 행동을 수행할 수 있는 능력이나 기회에 대한 인식을 말한다. 이는 개인이 행동을 통제할 수 있다고 믿는 정도를 의미하며, 행동 의도와 더불어 실제 행동에 영향을 미치는 중요한 요소이다.
자신감개인이 자신의 능력에 대해 느끼는 자신감이 클수록 행동을 실행할 가능성이 높아진다.
외부 환경: 행동을 수행하는 데 필요한 자원이나 기회가 충분히 제공되지 않는다면, 행동 통제에 대한 인식이 낮아지고, 결국 행동에 영향을 미친다.
이 요소는 특히 행동이 의도에만 의존하지 않는 복잡한 상황에서 행동을 예측하는 데 매우 중요한 역할을 한다. 예를 들어, 어떤 행동을 하고 싶지만 환경적 제약이나 능력 부족으로 인해 행동이 이루어지지 않는 경우가 있을 수 있다. TPB는 이러한 맥락에서 인간 행동을 더욱 정확하게 예측할 수 있도록 돕는다.
전체적인 설명
TPB는 행동 의도가 행동을 결정하는 데 가장 중요한 요소라는 TRA의 기본 개념을 유지하면서, 개인이 행동을 통제할 수 있는지에 대한 인식이 행동을 예측하는 데 중요한 역할을 한다는 점을 강조한다. 즉, 행동 의도가 강해도 행동 통제에 대한 인식이 낮으면 행동이 이루어지지 않을 가능성이 크다.

## TRA와 TPB의 응용
피쉬베인의 TRA와 TPB는 다양한 분야에서 응용되고 있다. 특히 마케팅, 건강 행동, 소비자 행동, 환경 행동, 교육 등 여러 분야에서 인간의 행동을 예측하고 이해하는 데 활용된다.

### 마케팅
소비자가 특정 제품이나 서비스를 구매할 의도를 어떻게 형성하는지 이해하는 데 중요한 도구로 활용된다. 예를 들어, 광고 전략을 세울 때, 소비자의 행동 의도에 영향을 미치는 태도, 사회적 규범, 그리고 구매 가능성에 대한 인식을 분석하여 더 효과적인 마케팅 캠페인을 구축할 수 있다.

### 건강 행동
TPB는 개인이 건강 관련 행동(예: 금연, 운동, 식습관 개선 등)을 수행할 가능성을 예측하는 데 널리 사용된다. 개인의 건강 행동 의도에 영향을 미치는 요소(예: 건강에 대한 태도, 가족의 기대, 자신이 행동을 수행할 수 있는 능력 등)를 파악하여 건강 증진 캠페인을 설계하는 데 도움을 준다.

### 환경 행동
사람들이 재활용, 에너지 절약, 환경 보호 등 친환경 행동을 하려는 의도를 형성하는 과정을 이해하는 데 사용된다. 예를 들어, 사람들이 환경 보호에 긍정적인 태도를 가지고 있지만, 행동 통제에 대한 인식(예: 재활용 시설 접근성)이 부족하면 행동으로 이어지지 않는 경우가 있다.

## 피쉬베인의 영향력
마틴 피쉬베인의 연구는 학계뿐만 아니라 실무에서도 매우 큰 영향을 미쳤다. 그의 TRA와 TPB는 인간 행동의 복잡한 측면을 설명하는 데 강력한 도구를 제공하며, 다양한 행동 과학 연구에서 사용되고 있다. 피쉬베인의 이론은 특히 행동 변화를 유도하는 전략을 설계하는 데 중요한 역할을 하며, 정책 수립, 마케팅 전략, 교육 프로그램 설계 등 다양한 실무적 맥락에서 사용된다.
따라서, 피쉬베인의 이론은 개인의 행동을 예측하고 영향을 미치기 위한 중요한 이론적 틀을 제공하며, 사회 전반의 행동 변화와 의사결정 과정을 이해하는 데 큰 기여를 하고 있다.